# Orthodoxer Marxismus
Als orthodoxen Marxismus versteht man die von den 1890er Jahren bis zum Beginn des Ersten Weltkrieges wichtige theoretische Strömung innerhalb der deutschen Sozialdemokratie und Zweiten Internationalen, welche im Gegensatz zum Reformismus auf der Notwendigkeit einer revolutionären Entwicklung beharrt. Die hauptsächlichen Wortführer waren zunächst Karl Kautsky, August Bebel, Georgi Walentinowitsch Plechanow und Antonio Labriola.
Darüber hinaus sind in Abgrenzung zum Reformismus auch Vertreter des Austromarxismus wie Otto Bauer und Rudolf Hilferding sowie Revolutionäre wie Lenin, Rosa Luxemburg und Leo Trotzki als „orthodoxe Marxisten“ bezeichnet worden. Leninismus, Trotzkismus und Marxismus-Leninismus sowie andere dogmatische Strömungen werden daher gelegentlich auch „orthodox-marxistisch“ genannt.

## Philosophie und Wissenschaftstheorie
Die orthodoxen Marxisten betrachten den wissenschaftlichen Sozialismus als Erben der klassischen deutschen Philosophie im Sinne einer Überwindung und Ersetzung. Sie meinen, dabei an das Werk von Karl Marx und Friedrich Engels anzuschließen. Engels hatte 1886 in seiner Rückschau Ludwig Feuerbach und der Ausgang der klassischen deutschen Philosophie geschrieben:

„Da kam Feuerbachs 'Wesen des Christenthums'. Mit einem Schlag zerstäubte es den Widerspruch, indem es den Materialismus ohne Umschweife wieder auf den Thron erhob. Die Natur existiert unabhängig von aller Philosophie; sie ist die Grundlage, auf der wir Menschen, selbst Naturprodukte, erwachsen sind; außer der Natur und den Menschen existiert nichts, und die höhern Wesen, die unsere religiöse Phantasie erschuf, sind nur die phantastische Rückspiegelung unseres eignen Wesens. Der Bann war gebrochen; das 'System' war gesprengt und beiseite geworfen, der Widerspruch war, als nur in der Einbildung vorhanden, aufgelöst.“
Laut Karl Korsch warfen die orthodoxen Marxisten auf genau die gleiche Weise die Philosophie überhaupt beiseite, wie es Ludwig Feuerbach seinerzeit mit der hegelschen Philosophie getan hatte.
Jeglicher Idealismus wurde in diesem Sinn zugunsten einer materialistischen Auffassung zurückgewiesen. Natur und Gesellschaft entwickeln sich deterministisch nach den gleichen Gesetzmäßigkeiten, und diese Gesetze sind der wissenschaftlichen Forschung im Prinzip zugänglich. Die orthodoxen Marxisten waren dabei Anhänger der Evolutionstheorie von Charles Darwin. Sie fassten somit den historischen Materialismus als einen Spezialfall des dialektischen Materialismus auf, wie er von Engels im Anti-Dühring entwickelt worden war.

## Politische Ausrichtung
Während der Wortführer des Revisionismus Eduard Bernstein eine sozialistische Gesellschaft schrittweise durch politische Reformen innerhalb des bestehenden parlamentarischen Systems erreichen wollte, beharrte Karl Kautsky auf der Unvermeidlichkeit einer Revolution. Deren Zeitpunkt sah er allerdings in einer womöglich ferneren Zukunft, wenn eine ausreichende Massenbasis geschaffen wäre.

## Wortgebrauch
Bereits im Jahre 1872 warfen die Gegner von Marx und Engels innerhalb der Ersten Internationalen diesen vor, eine „orthodoxe Dogmatik“ zu vertreten. Seitdem wurde der Begriff der „marxistischen Orthodoxie“ wiederholt mit einer ironischen, kritisierenden Bedeutung gebraucht, häufig von Seiten anderer Sozialisten. Die bürgerliche Presse übernahm den Begriff. Schließlich ging Kautsky dazu über, den von ihm selbst vertretenen Standpunkt der Mehrheit der SPD als den „orthodoxen“ zu kennzeichnen, wobei er das Wort meistens in Anführungszeichen setzte. Laut Karl Korsch galten bis zum Beginn des Ersten Weltkrieges sowohl der Vertreter der sozialdemokratischen Zentrums Kautsky, der Austromarxist Otto Bauer als auch der revolutionäre Bolschewist Wladimir Iljitsch Lenin allesamt als orthodoxe Marxisten, die sich vom Revisionismus absetzten.

## Ende
Nach Ausbruch des Ersten Weltkrieges schlossen viele sozialdemokratische Parteien anfänglich einen „Burgfrieden“ mit den jeweiligen nationalen Regierungen und gaben damit das Ziel einer revolutionären Entwicklung zugunsten nationaler Interessen vorübergehend auf. Dadurch zerfiel die Zweite Internationale. Kautsky und Lenin waren uneins über die Frage, ob der Zeitpunkt für die Revolution in Russland gekommen sei. Die marxistische Orthodoxie zersplitterte in verschiedene gegnerische Richtungen und verlor ihren politischen Einfluss. Im Anschluss an die Oktoberrevolution 1917 kam es in Russland zu einer sich selbst so bezeichnenden marxistischen „Restauration“. Rückblickend wurden die Vertreter der Orthodoxie durch Lenin, Leo Trotzki und die Komintern auch als „Zentristen“ bezeichnet.

## Kritik
Infolge der ersten neomarxistischen Kritik an der marxistischen Orthodoxie wurde der implizit schon bei Georg Wilhelm Friedrich Hegel erreichte Stand der Gesellschaftskritik neu gewürdigt. Georg Lukács kritisierte die historisierende Lesart der bisherigen orthodoxen Marxinterpretation und ersetzte sie durch eine logische, in welcher das Proletariat zum Subjekt der Geschichte wird. Für Lukacs ist das Ziel einer neuen, richtig verstandenen Orthodoxie nicht länger eine endgültige Widerlegung revisionistischer und utopistischer Tendenzen, sondern vielmehr die sorgfältige Vermittlung zwischen den tagesaktuellen Aufgaben und der Totalität des historischen Prozesses. Auch für Karl Korsch stellt sich die Aufgabe einer Vermittlung zwischen Theorie und Praxis. Jedoch gibt er im Gegensatz zu Lukacs die revolutionäre Rolle des Proletariats auf. 

## Hauptwerke
- Karl Kautsky:
  - Das Erfurter Programm, 1892
  - Bernstein und das sozialdemokratische Programm, 1899[5]
  - Karl Marx’ ökonomische Lehren[6]
- Wladimir Iljitsch Lenin: Drei Quellen und drei Bestandteile des Marxismus., 1913[6]
- Rudolf Hilferding: Böhm-Bawerks Marx-Kritik, 1904[6]
- Rosa Luxemburg: Sozialreform oder Revolution, 1899[5]